# IEEE 1003
IEEE 1003 (POSIX) — стандарт, що визначає стандартний інтерфейс операційної системи, включаючи інтерпретатор команд («оболонку»), загальні утиліти, для підтримки можливості перенесення програмних застосунків на рівні вихідного тексту.
За основу стандарту були взяті  Unix-подібні системи, в подальшому стандарт був доповнений.
Цей стандарт включає такі стандарти:
IEEE 1003.1 — базовий інтерфейс прикладного програмування операційних систем
IEEE 1003.2 — набір утиліт і командних інтерпретаторів
IEEE 1003.3 — набір тестів, що визначають POSIX-сумісність операційних систем 